# Culotte fendue

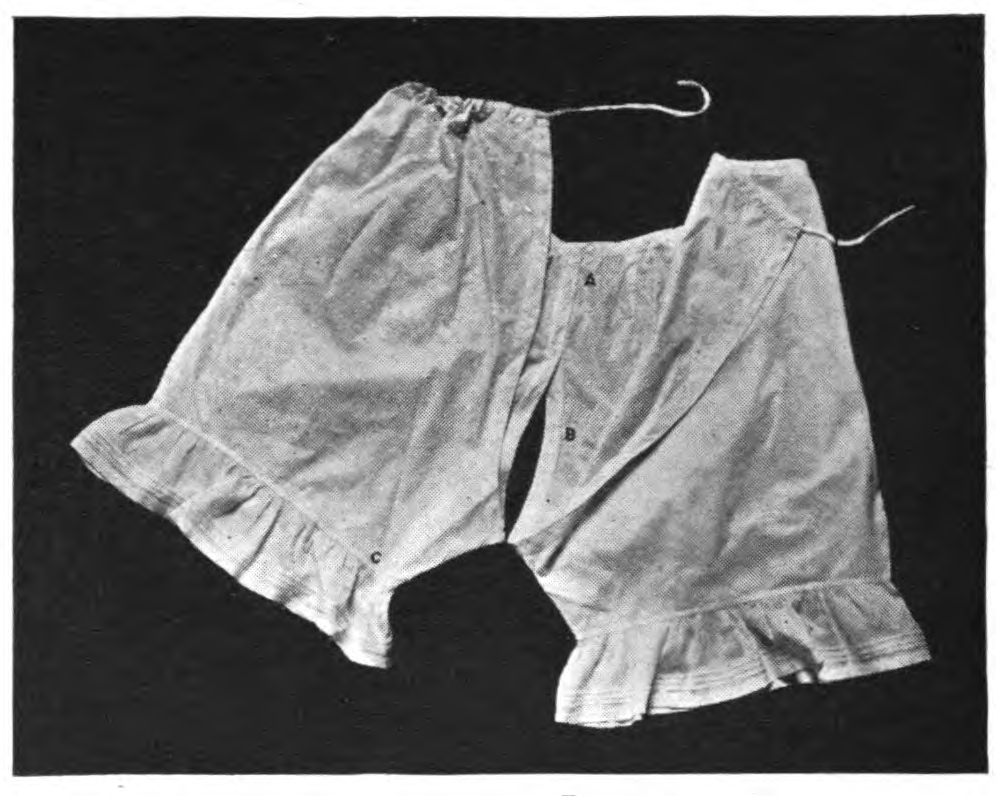

La culotte fendue est un sous-vêtement féminin fendu à l'arrière et à l'avant, ceci afin de permettre la miction ainsi que les rapports sexuels.

## Histoire
Le port de ce vêtement se répand fortement au XIXe siècle. Durant le Second Empire, les sous-vêtements féminins d'été consistent en une culotte descendant sur les cuisses faite de mousseline de coton habituellement blanche et ornée de dentelles. En saison froide, cette culotte est recouverte d'un jupon de laine. De manière générale, et peu importe la température extérieure, une crinoline de coton surpiquée les recouvre. Le pantalon de lingerie fendu se porte sous cette crinoline. En l'absence de crinoline, les femmes portent plusieurs jupons empesés pour créer des volants larges. Le jupon supérieur est maintenu à la taille et habituellement brodé. L'objectif de cette superposition est d'élargir visuellement les hanches.
Des modèles de culotte gynécologique reprennent le même principe,.